# Династия Северов

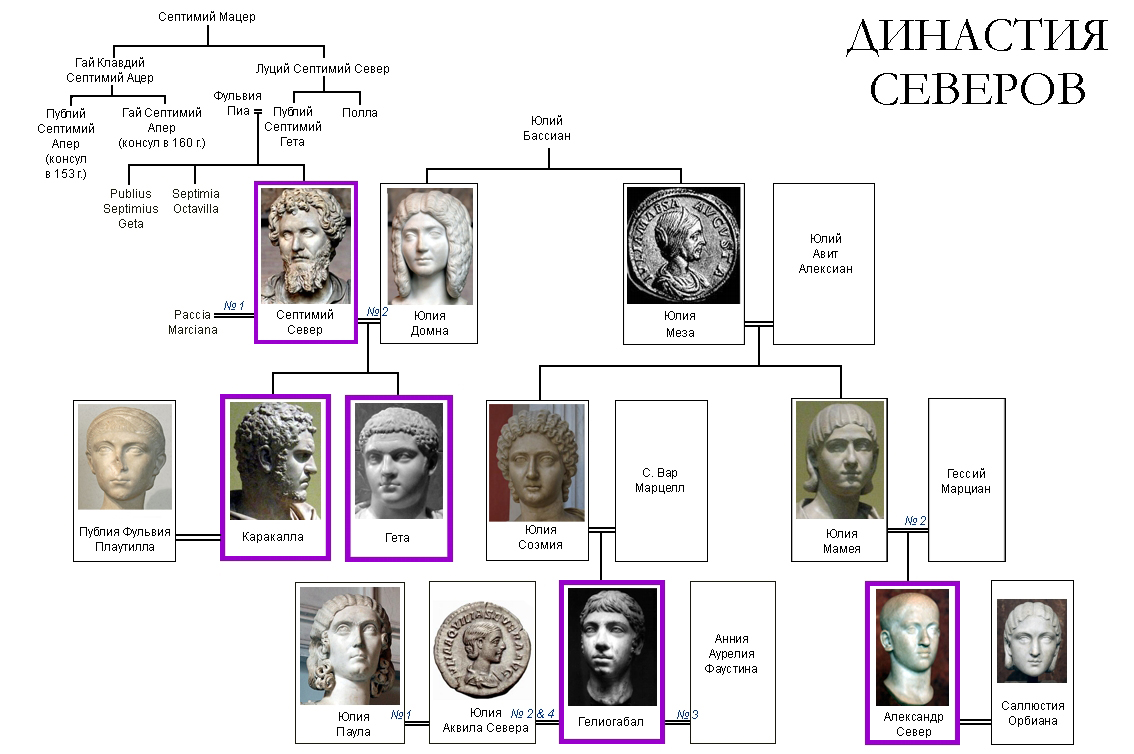
Династия Северов

Севе́ры (лат. Severi) — финикийская (пуническая) династия римских императоров в 193—235 годах. Основана Септимием Севером (правил в 193—211 годах), который получил власть после Года пяти императоров, одержав победу в гражданской войне 193—197 годов.

## Характеристика
Чтобы легитимировать свою власть, Септимий Север назвался приёмным сыном хорошего императора Марка Аврелия (правил в 161—180 годах). Поэтому было снято «проклятье памяти» (damnatio memoriae) с «брата» Севера, Коммода. Своими действиями Септимий Север пытался не утвердить новую династию, а посредством условного родства хотел показать свою преемственность от предыдущих императоров. Каракалла, Гелиогабал и Александр Север потому брали имена в честь Марка Аврелия.
После непродолжительного правления его сыновей — Каракаллы (правил в 198—217 годах) и Геты (правил в 209—211 годах), трон заняли родственники Юлии Домны, супруги Септимия Севера. Правление династии Северов ненадолго прервало правление Макрина (правление 217—218) и его сына Диадумениана (правил в 218 году).

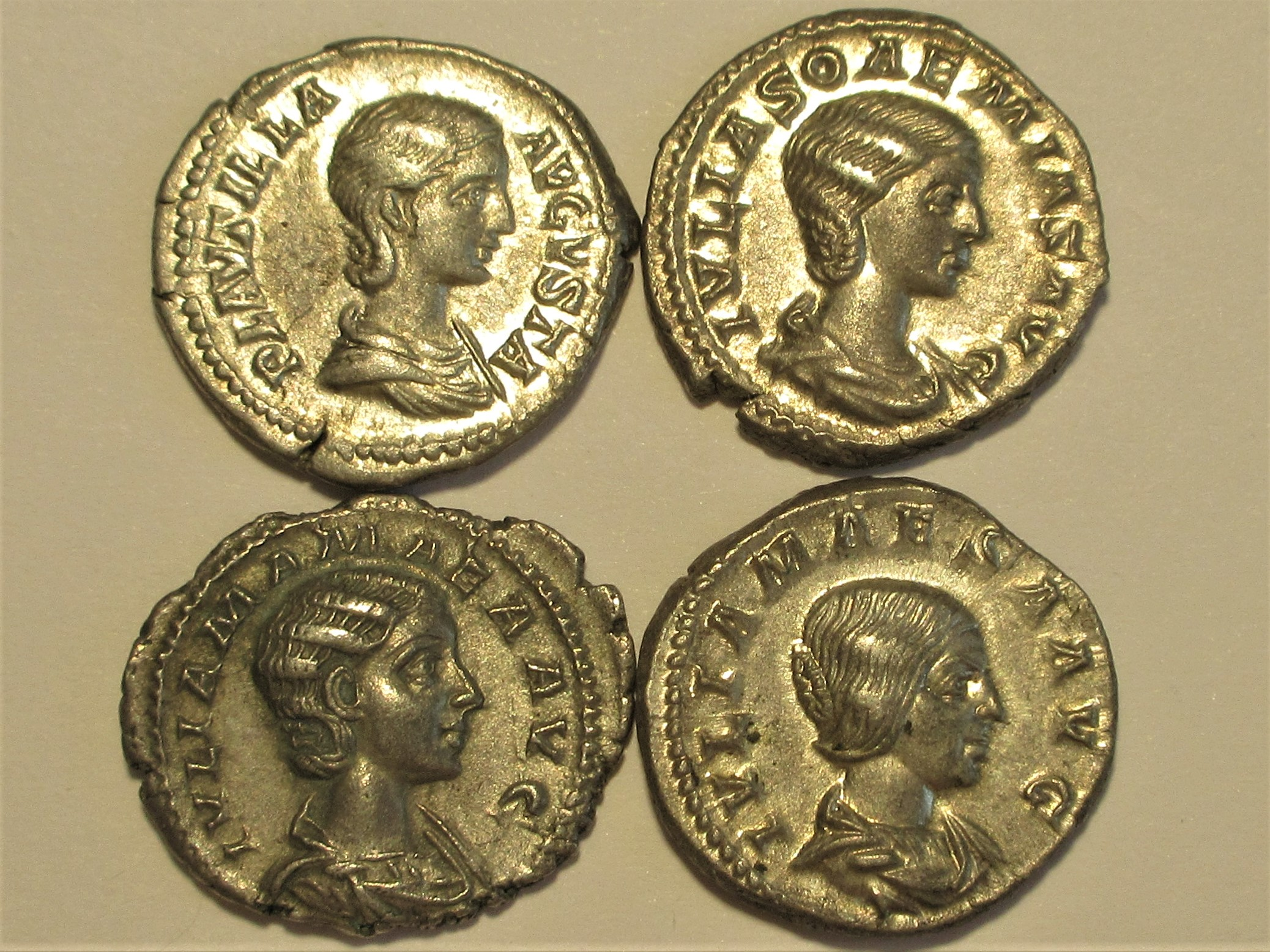
Августы династии Северов на динарии: Фульвия Плавцилла, Юлия Соэмия, Юлия Мамея, Юлия Меса

Женщины династии — Юлия Домна (мать Каракаллы и Геты), её племянницы, Юлия Соэмия и Юлия Мамея (матери Гелиогабала и Александра Севера) и их мать, Юлия Меса — носили титул «авгу́ста» и оказывали влияние на политику императоров. Это произошло по причине того, что их сыновья остались без отцов к моменту получения власти. Получившие таким образом беспрецедентную для римских женщин власть, женщины династии Северов вызывали возмущение таких историков как Дион Кассий и Геродиан.
Северы создали военно-бюрократическую монархию, защищавшую интересы широких кругов рабовладельцев. Политика Северов (за исключением Александра Севера) носила антисенатский характер. Александру Северу удалось восстановить порядок после потрясений II века, однако процветанию династии помешали нестабильные семейные отношения и постоянные политические волнения, которые привели к Кризису Римской империи III века.

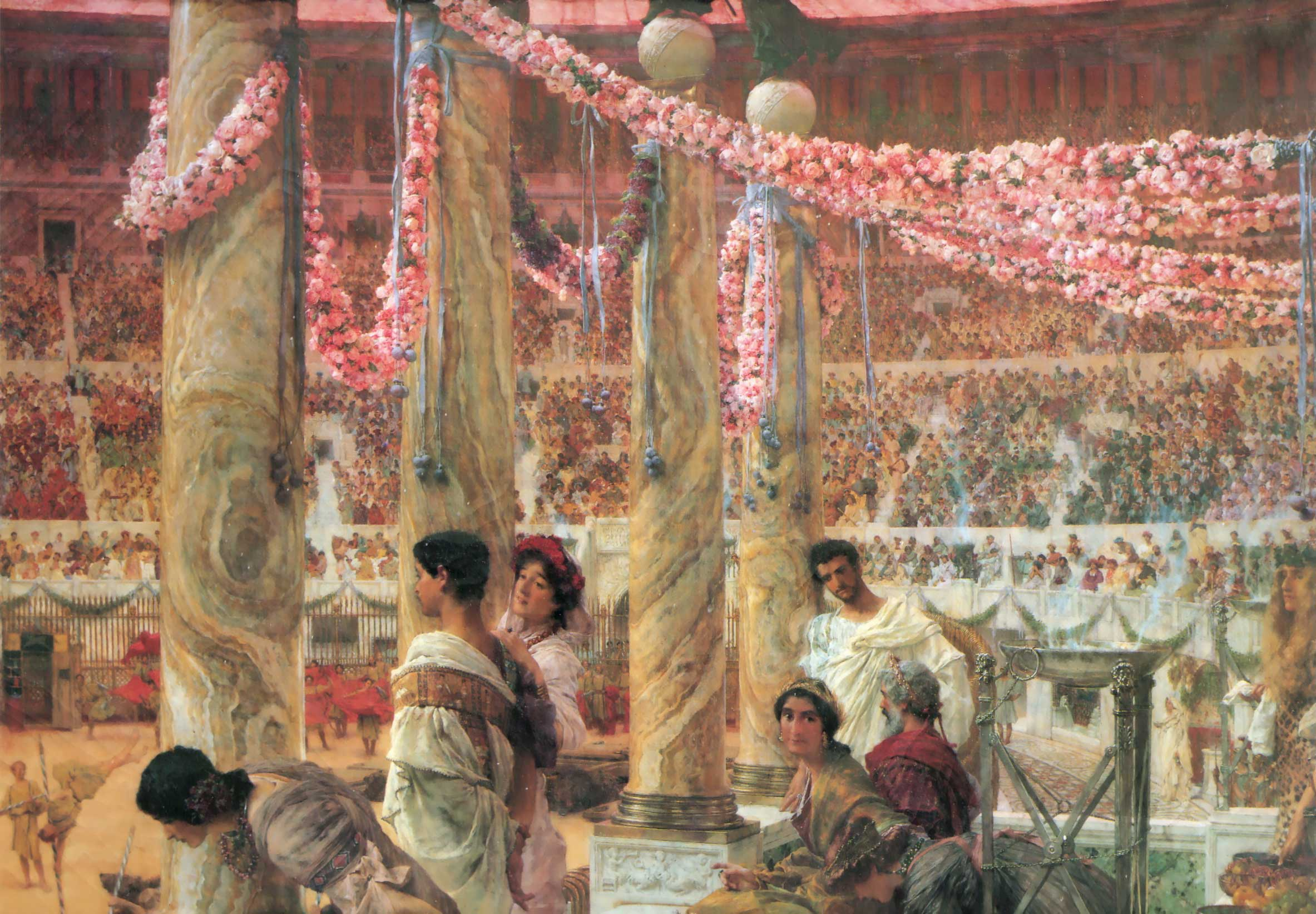
Каракалла и Гета. Картина Лоуренса Альма-Тадемы, 1907

К Северам принадлежали императоры:
- Септимий Север (193—211)
- Каракалла (211—217)
- Гета (211—212)
- Гелиогабал (218—222)
- Александр Север (222—235)

## Строительство

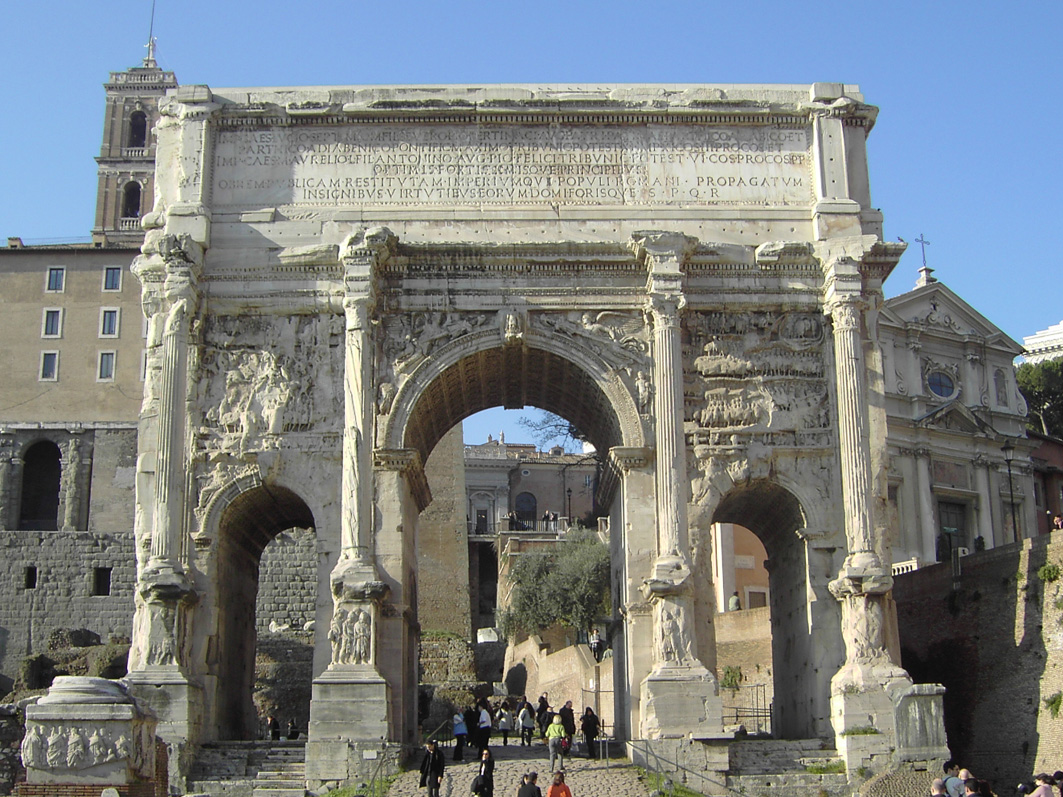
Триумфальная арка Септимия Севера

При Северах шло активное строительство. После Крупного пожара при императоре Коммоде в 192 году потребовались обширные ремонтные работы на Римском форуме. В ознаменование победы Септимия Севра на Востоке на форуме установили Триумфальную арку. Также в его честь в 204 году на средства цеха аргентариев («серебренников»), мастеров-чеканщиков монет установлена Арка аргентариев. На Палатине Септимий приказал построить Септизоний, чьё назначение сегодня вызывает споры.
Примечательным сооружением времён Каракаллы является Термы Каракаллы (337 на 328 м), крупнейшие тогда в Риме. По приказу Гелиогабала на Палантине возвели храм Элагабалий (160 на 110 м). Следующим важным сооружением Северов стал Сессорий, дворцовый комплекс на Эсквилине, куда входили Амфитеатр Кастренсе и цирк Вариана, расположенный к востоку от дворцовых зданий. Утверждалось, что при Александре Севера велась оживлённая строительная деятельность, чему, однако, недостаёт сохранившихся свидетельств. Известно о расширении Терм Нерона пристройкой thermae Alexandrinae. В честь Александра назван выстроенный по его приказу акведук — Аква Александрина.